# Джозеф Ліклайдер
Джозеф Карл Робнетт Ліклайдер (англ. Joseph Carl Robnett Licklider, 11 березня 1915, Сент-Луїс, США — 26 червня 1990, Арлінгтон, штат Массачусетс, США) — американський науковець, відомий у науковій та ІТ-середовищі як JCR або «Лік» («Lick»). Ранні роботи були присвячені психоакустиці, наступні роботи — у сфері інформаційних технологій.

## Біографія
Закінчив Вашингтонський університет в Сент-Луїсі, отримавши ступінь бакалавра відразу за трьома спеціальностями: фізика, математика та психологія. Докторську роботу написав по психоакустиці. У 1942 році працював у лабораторії при Гарвардському університеті.
У 1950 році перейшов працювати в Массачусетський технологічний інститут, де зацікавився комп'ютерними технологіями. Висловив ідею про необхідність створення комп'ютерів, що працюють в режимі реального часу. Поглиблював свої пізнання про комп'ютери в BBN.
У 1962—1964 роки працював разом з піонером Інтернету Робертом Тейлором в ARPA, заклав основи ARPANET. Висловив ідею необхідності створення об'єднання комп'ютерів у мережу з вільним доступом будь-якої людини з будь-якого місця світу до її ресурсів.
Ліклайдера називають духовним батьком всесвітньої мережі, людиною, що посіяла насіння Інтернету.
Внесок Ліклайдера у виникнення Інтернету величезний, він складається з ідей і принципів, а не з винаходів і технологій. Ліклайдер передбачав необхідність об'єднання в мережу комп'ютерів, що мають прості інтерфейси. Його ідеї передбачили комп'ютерну графіку, інтерфейси, що працюють за принципом вказівки й вибору (point-and-click), цифрові бібліотеки, електронну комерцію (e-commerce), дистанційне банківське обслуговування (online banking), а також програмне забезпечення, що розміщується в мережі.
У 1958 році він був обраний президентом Американського акустичного товариства. У 1957 році Ліклайдер став віце-президент Bolt Beranek і Newman, Inc.
У 1960 написав відому роботу "Синбіоз комп'ютера і людини", пропагуючи зміни в інформатиці, пов'язані з роботою в мережах.
У жовтні 1962 року він був призначений головою Бюро методів обробки інформації (англ. скор. IPTO) в ARPA.
У 1963 представив першу концепцію "глобальної мережі", яка пізніше була названою ARPANet. Тривалий час працював у MIT та Гарварді, він був піонером в напрямку передачі розділених в часі потоків інформації й інтерактивних обчислювальних систем.
У 1968 Джозеф Карл Робнетт Ліклайдер став директором проекту MAC в MIT, і професор кафедри електротехніки.
Він вийшов у відставку і став професором у відставці в 1985 році.